# Castel Traunsee
Castel Traunsee (in tedesco Schloss Traunsee), anche noto come villa Maria Theresia e come castel Württemberg, si trova nel comune austriaco di Altmünster nel Distretto di Gmunden appartenente al Land dell'Alta Austria. La sua storia inizia nel XIX secolo.

## Storia

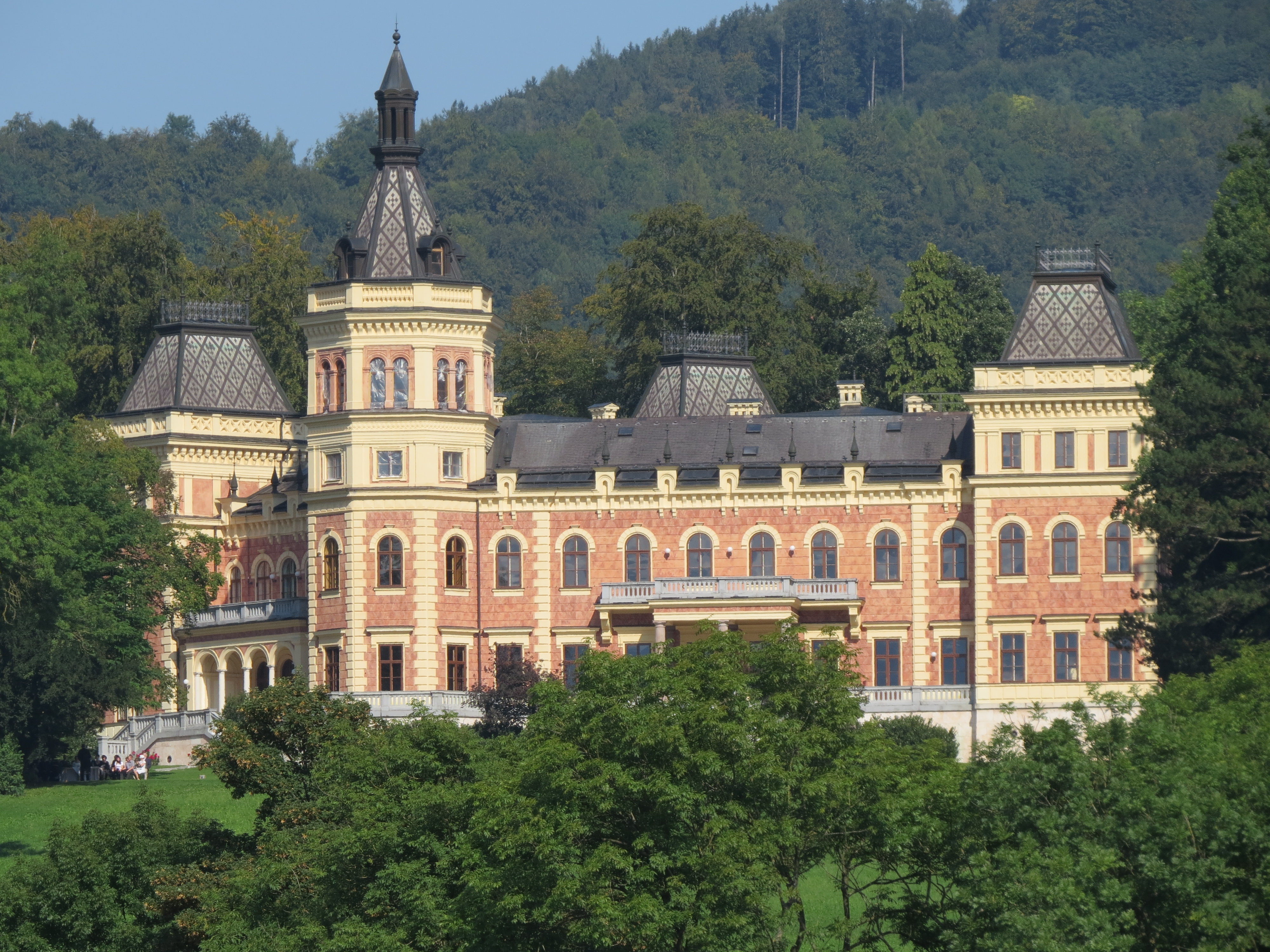
Castel Traunsee circondato dal suo parco

Castel Traunsee fu costruito tra il 1872 e il 1875 su progetto dell'architetto tedesco Heinrich Adam su incarico del duca Filippo di Württemberg che voleva una villa estiva per la consorte, l'arciduchessa Maria Teresa d'Asburgo-Teschen. Tra il 1878 e il 1880 si realizzò la ricostruzione della cappella gentilizia su progetto dell'architetto Heinrich von Ferstel. L'arciduchessa Maria Teresa era figlia di Alberto d'Asburgo-Teschen e una nipote dell'arciduca Carlo d'Asburgo-Teschen, il vincitore della battaglia di Aspern. All'edificio venne dato il nome di villa Maria Theresia ma nella regione divenne noto anche come castel Württemberg. Sino al 1905 la famiglia ducale la utilizzò per i suoi soggiorni estivi. Dopo la morte del duca Filippo il castello rimase proprietà della duchessa Maria Teresa e nel 1927 fu venduto ai figli Robert e Ulrich. Durante e dopo la prima guerra mondiale fu utilizzato sia come campo profughi sia come ospedale militare. Nel 1935 fu affittato all'associazione statale per il turismo di Linz e dal 1938 all'ente statale del distretto dell'Alto Danubio. Durante la seconda guerra mondiale il castello venne requisito e utilizzato come scuola della Kriegsmarine e della Hitler-Jugend. Tra il 1946 e il 1981 divenne sede di un istituto scolastico ad indirizzo economico. avuto sede la scuola media economica. Nel 1969 il castello e il parco divennero proprietà della Repubblica d'Austria.

## Descrizione
Castel Traunsee si trova nel comune austriaco di Altmünster nel Distretto di Gmunden, Land dell'Alta Austria all'interno di un ampio parco. La facciata principale si presenta su due piani ed è affiancata a destra da una torre a base quadrata di tre piani e a sinistra da una seconda torre a base poligonale leggermente più alta. Tutta la struttura viene utilizzata come sede per corsi con convitto e anche per eventi.

### Bene architettonico tutelato
Castel Traunsee è stato posto sotto tutela dei monumenti da parte della Repubblica austriaca col numero 130428.